# Baltika Cup 1999
Baltika Cup 1999 byl turnaj ze série Euro Hockey Tour. Hokejový turnaj byl odehrán od 16. do 21. prosince 1999 v Moskvě. Tohoto turnaje se zúčastnila i Kanada.

## Výsledky a tabulka
|    |         | RUS   | CZE   | FIN    | SWE     | CAN    | V | R | P | Skóre | B |
| 1. | Rusko   | Rusko | 1:1   | 3:2    | 7:5     | 8:2    | 3 | 1 | 0 | 19:10 | 7 |
| 2. | Česko   | 1:1   | Česko | 1:3    | 2:0     | 6:2    | 2 | 1 | 1 | 10:6  | 5 |
| 3. | Finsko  | 2:3   | 3:1   | Finsko | 0:0     | 2:2    | 1 | 2 | 1 | 7:6   | 4 |
| 4. | Švédsko | 5:7   | 0:2   | 0:0    | Švédsko | 4:0    | 1 | 1 | 2 | 9:9   | 3 |
| 5. | Kanada  | 2:8   | 2:6   | 2:2    | 0:4     | Kanada | 0 | 1 | 3 | 6:20  | 1 |

 Česko –  Švédsko 2:0 (0:0, 2:0, 0:0)
16. prosince 1999 – Moskva

Branky  Česko: 27. Tomáš Vlasák, 40. Roman Šimíček

Branky  Švédsko: nikdo 

Rozhodčí: Karabanov – Zajcev, Birjukov (RUS)

Vyloučení: 4:4 (0:0)

Diváků: 1 500
Česko: Čechmánek – Vykoukal, Kučera, Sýkora, Srdínko, Štěpánek, Zábranský, Píša, Benýšek – Hlinka, Reichel, Výborný – Ujčík, Patera, Moravec – Pletka, Šimíček, Vlasák – Špaňhel, Kořínek, Čajánek.
Švédsko: Rönnquist – D. Tjärnquist, Franzen, Andersson, Nord, Wallin, Johansson – Larsson, Molin, Sundblad – Johansson, Esbjörs, M. Tjärnquist – Ekelund, Rudslätt, Bemström -Heselius, Gahn, Ahlström.

 Rusko –  Kanada 8:2 (2:1, 4:0, 2:1)
16. prosince 1999 – Moskva

Branky  Rusko:16. Archipov, 19. Dobryškin, 24. Markov, 25. Petrenko, 28. Markov, 31. Kuvaldin, 50. Kuvaldin, 52. Chavanov 

Branky  Kanada:15. Mougenel, 60. Ulmer 

Rozhodčí: Andersson (SWE) – Kulakov, Kimich (RUS)

Vyloučení: 8:11 (2:0, 1:0)

Diváků: 9 500
Rusko: Podomatski (50. Sokolov) – Markov, Chavanov, Krasotkin, Tertyšnyj, Bautin, Filimonov, Petročinin, Šargorodskij – Charitonov, Prokopjev, Kuvaldin – Karpov, Bets, Gusmanov – Petrenko, Kozhniev, Sušinskij – Dobryškin, Kudašov, Archipov.
Kanada: Gage – Johnson, Diduck, Labenski, Allen, Hogan, Jarvis – Savoia, Majic, Gordon - Simpson, Norris, Mehalko – Stonier, Boisvert, Ulmer – Mougenel, Schmidt.

 Česko –  Finsko 1:3 (0:2, 0:1, 1:0)
17. prosince 1999 – Moskva

Branky  Česko: 48. Petr Čajánek

Branky  Finsko: 3. Ikonen, 13. Ikonen, 24. Hentunen.

Rozhodčí: Zajcev – Birjukov, Kulakov (RUS)

Vyloučení: 13:10 navíc Šimíček do konce utkání.

Diváků: 1 000
Česko: Salfický – Vykoukal, Kučera, Sýkora, Srdínko, Štěpánek, Zábranský, Píša, Benýšek - J. Hlinka, Reichel, Výborný – Ujčík, Patera, Moravec – V. Král, Šimíček, Vlasák - Špaňhel, Kořínek, Čajánek.
Finsko: Nurminen – Kakko, Gustafsson, Niemi, Lydman, Alanko, Grönvall, Nikko, Rajamäki - Hentunen, Kapanen, Pärssinen – Kallio, Kauppila, Lehterä – Tarvainen, Pirnes, Vertala - Saarela, Ikonen, Viitakoski.

 Kanada –  Švédsko 0:4 (0:2, 0:1, 0:1)
17. prosince 1999 – Moskva

Branky  Kanada: nikdo

Branky  Švédsko: 5. Ahlström, 18. Andersson, 31. Heselius, 60. Esbjörs 

Rozhodčí: Kozin – Zajcev, Vasiljev (RUS)

Vyloučení: 13:7 (0:2)

Diváků: 1 300
Kanada: Ram – Labenski, Allen, Johnson, Diduck, Hogan, Jarvis – Savoia, Majic, Gordon, Simpson, Norris, Mehalko, Stonier, Boisvert, Ulmer, Mougenel, Schmidt.
Švédsko: Lundström – D. Tjärnquist, Franzen, Andersson, Nord, Wallin, Tarnström – Larsson, Molin, Sundblad, Mik. Johansson, Esbjörs, M. Tjärnquist, Ekelund, Rudslätt, Nordfeldt, Heselius, Gahn, Ahlström.

 Finsko –  Rusko 2:3 (1:1, 1:2, 0:0)
18. prosince 1999 – Moskva

Branky  Finsko:  1. Pärssinen, 27. Saarela 

Branky  Rusko:  16. Chavanov, 26. Gusmanov, 35. Vlasenkov

Rozhodčí: Balej (CZE) – Chimich, Kulakov (RUS)

Vyloučení: 7:5 (0:2)

Diváků: 9 000
Finsko: Markkanen – Gustafsson, Kakko, Lydman, Niemi, Grönvall, Alanko, Rajamäki, Nikko - Pärssinen, Kapanen, Hentunen – Lehterä, Kauppila, Kallio – Vertala, Pirnes, Tarvainen - Viitakoski, Ikonen, Saarela.
Rusko: Podomatski – Markov, Chavanov, Krasotkin, Tertyšnyj, Bautin, Filimonov, Šargorodskij, Petročinin – Charitonov, Prokopjev, Kuvaldin – Karpov, Bets, Gusmanov - Petrenko, Kozhniev, Sušinskij – Dobryškin, Kudašov, Vlasenkov.

 Česko –  Rusko 1:1 (1:0, 0:0, 0:1)
19. prosince 1999 – Moskva

Branky  Česko: 18. Ladislav Benýšek

Branky  Rusko: 46. Petročinin 

Rozhodčí: Andersson (SWE) – Vasilev, Zajcev (RUS)

Vyloučení: 8:9 (0:1)

Diváků: 9 500
Rusko: Podomatski – Markov, Chavanov, Krasotkin, Tertyšnyj, Bautin, Filimonov, Šargorodskij, Petročinin – Charitonov, Prokopjev, Kuvaldin – Karpov, Bets, Gusmanov - Petrenko, Kozhniev, Sušinskij – Dobryškin, Kudašov, Vlasenkov.
Česko: Čechmánek – Kučera, Vykoukal, Srdínko, Sýkora, Zábranský, Štěpánek, Benýšek, Píša – Výborný, Reichel, Pletka – Moravec, Patera, Ujčík – Vlasák, Šimíček, V. Král – Čajánek, Kořínek, Špaňhel.

 Švédsko –  Finsko 0:0
20. prosince 1999 – Moskva

Branky  Švédsko: nikdo 

Branky  Finsko: nikdo 

Rozhodčí: Kozin – Zajcev, Vasiljev (RUS)

Vyloučení: 2:3

Diváků: 1500
Švédsko: Lundström – Nord, Andersson, Franzen, D. Tjärnquist, Wallin, Tarnström - Sundblad, Larsson, Molin, – Ahlström, Gahn, Ekelund – Johansson, Heselius, M. Tjärnquist - Esbjörs, Bemström, Nordfeldt.
Finsko: Nurminen – Gustafsson, Kakko, Lydman, Niemi, Grönvall, Alanko, Rajamäki, Nikko - Pärssinen, Kapanen, Hentunen – Viitakoski, Ikonen, Saarela – Vertala, Pirnes, Tarvainen – Lehterä, Kauppila, Kallio.

 Česko –  Kanada 6:2 (2:1, 3:0, 1:1)
20. prosince 1999 – Moskva

Branky  Česko: 13. Martin Špaňhel, 17. David Výborný, 38. Jiří Vykoukal, 39. Martin Špaňhel, 40. Petr Kořínek, 49. David Moravec

Branky  Kanada: 5. Diduck, 50. Diduck

Rozhodčí: Zajcev – Birjukov, Chimich (RUS)

Vyloučení: 7:7 (0:0)

Diváků: 1 000
Česko: Salfický – Kučera, Vykoukal, Srdínko, Sýkora, Zábranský, Štěpánek, Benýšek, Píša – Výborný, Reichel, Pletka – Moravec, Patera, Ujčík – Vlasák, Šimíček, V. Král – Čajánek, Kořínek, Špaňhel.
Kanada: Gage – Johnson, Diduck, Labenski, Allen, Jarvis, Hogan – Savoia, Simpson, Mehalko - Schmidt, Norris, Gordon – Mougenel, Majic, Ulmer – Stonier, Boisvert.

 Kanada –  Finsko 2:2 (1:1, 0:0, 1:1)
21. prosince 1999 – Moskva

Branky  Kanada: 4. Stonier, 51. Simpson 

Branky  Finsko: 19. Kakko, 50. Hentunen

Rozhodčí: Karabanov – Birjukov, Vasiljev (RUS)

Vyloučení: 8:2 (0:2)

Diváků: 1 100
Kanada: Ram – Jarvis, Hogan, Johnson, Diduck, Labenski, Allen, Sheptak – Mougenel, Majic, Ulmer – Stonier, Boisvert, Gordon – Savoia, Simpson, Mehalko – Schmidt, Norris.
Finsko: Markkanen – Gustafsson, Kakko, Lydman, Niemi, Grönvall, Alanko, Rajamäki, Nikko - Pärssinen, Kapanen, Hentunen – Lehterä, Kauppila, Kallio – Viitakoski, Ikonen, Saarela
- Vertala, Pirnes.

 Švédsko –  Rusko 5:7 (4:3, 1:2, 0:2)
21. prosince 1999 – Moskva

Branky  Švédsko: 5. Gahn, 11. Mik. Johansson, 14. Huselius, 16. Mag. Johansson, 32. Huselius 

Branky  Rusko: 4. Prokopjev, 9. Archipov, 20. Markov, 22. Kudašov, 39. Petročinin, 42. Sušinskij, 52. Karpov

Rozhodčí: Balej (CZE) (21. Zajcev) – Chimich, Kulakov (RUS)

Vyloučení: 9:7 (0:3) navíc Ahlström, Franzen (SWE) a Bautin (RUS) na 10 min.

Diváků: 10 000
Švédsko: Lundström (21. Ronnqvist) – Andersson, Nord, D. Tjärnquist, Franzen, Wallin, Tarnström, Mag. Johansson – Sundblad, Larsson, Molin, – Ahlström, Gahn, Ekelund – Mik. Johansson, Huselius, M. Tjärnquist – Esbjörs, Nordfeldt, Rudslatt.
Rusko: Podomatski – Markov, Chavanov, Šargorodskij, Petročinin, Bautin, Filimonov, Krasotkin, Tertyšnyj – Charitonov, Prokopjev, Kuvaldin – Kudašov, Kozhnjev, Sušinskij - Dobryškin, Archipov, Vlasenkov – Karpov, Bets, Gusmanov.

## Statistiky

### Nejlepší hráči
| Pozice  | Hráč            |
| ------- | --------------- |
| Brankář | Roman Čechmánek |
| Obránce | Peter Andersson |
| Útočník | Juha Ikonen     |

### Kanadské bodování
| Poř. | Kanadské bodování   | Branky | Přihrávky | Body |
| ---- | ------------------- | ------ | --------- | ---- |
| 1.   | Maxim Sušinskij     | 1      | 4         | 5    |
| 2.   | Andrej Markov       | 3      | 1         | 4    |
| 2.   | Kristian Huselius   | 3      | 1         | 4    |
| 4.   | Alexej Kudašov      | 1      | 3         | 4    |
| 4.   | Alexandr Charitonov | 1      | 3         | 4    |
| 4.   | Mikael Johansson    | 1      | 3         | 4    |